# Alexis Carrel
Alexis Carrel, francosko-ameriški kirurg, * 28. junij, 1873, Lyon, Francija, † 5. november, 1944, Pariz, Francija.

## Carrelov prispevek k znanosti
Carrel je študiral na Univerzi v Lyonu in končal medicino leta 1900. Hitro se je izkazal kot spreten kirurg, vendar je izgubil zanimanje za to področje in leta 1904 odšel v Kanado z namenom, da bi postal živinorejec. Ta cilj je dokaj hitro opustil in se odpravil v ZDA ter se leta 1906 zaposlil na Rockefellerjevem inštitutu za medicinska raziskovanja v New Yorku, kjer je ostal do svoje upokojitve leta 1939.
Carrelovo raziskovanje v kirurgiji je bilo v prvih letih posvečeno možnostim za presajanje organov. Predvsem je bilo potrebno presajenemu organu zagotoviti primerno prekrvavitev. Carrel je razvil tehniko, s katero je krvne žile nežno zašil, in sicer konec s koncem. To mu je leta 1902 pri operaciji uspelo uspešno opraviti, pri čemer je porabil le tri šive.
V približno istem času je Landsteinerjevo odkritje krvnih skupin omogočilo transfuzijo krvi in je šivanje krvnih žil služilo svojemu namenu. Z razvojem sredstev proti strjevanju krvi (antikoagulantov) je postalo šivanje žil pri transfuzijah nepotrebno, še vedno pa ostaja življenjskega pomena pri mnogih kirurških operacijah. Carrel je leta 1912 za svoje delo dobil Nobelovo nagrado za fiziologijo ali medicino.
Ker samo po sebi šivanje ni omogočilo presaditve organov, je Carrel poskušal obdržati organe in dele organov pri življenju s perfuzijo, posebno tehniko zdravljenja, pri čemer je v krvni sistem organa ali njegovega dela uvedel kateter oziroma cevko in po njej kemično zdravilno sredstvo. Kri ali krvni nadomestki so nenehno tekli skozi organ po njegovih lastnih žilah. 
Med drugim se je Carrel zanimal za fenomen staranja. Zagovarjal je trditev, da se celice lahko delijo neskončno, kar je postal dominanten pogled v zgodnjih letih 20. stoletja. Tako je vse od 12. januarja 1912 držal pri življenju del srca piščančjega zarodka, ki je tudi rasel približno 20 let ob rednem dovajanju hranilnih snovi, mnogo dlje kot pa je življenjska doba piščanca, preden je bil poskus premišljeno končan. To je na ljudsko domišljijo delovalo dramatično, pritegnilo pa je tudi pozornost znanstvene stroke. Da bi napravil proces še bolj učinkovit, je v zgodnjih 30. letih z Charlesom Lindberghom, ameriškim letalskim pilotom, napravil perfuzijsko aseptično črpalko oziroma umetno srce. Carrelovo tezo sta sicer v 60. letih 20. stoletja ovrgla Leonard Hayflick in Paul Moorhead, saj je število delitev diferenciranih celic omejeno. Pojav je znan kot Hayflickova meja in je eden izmed stebrov biologije. Carrelov uspeh pripisujejo nedoslednosti pri izvedbi eksperimenta, pojavile pa so se tudi trditve, da je namerno prikril napako.
V prvi svetovni vojni je služil v francoski vojski in izumil antiseptično tekočino, katere podlaga je bila raztopina natrijevega hipoklorita, ki je uspešno zmanjševala smrtnost zaradi okuženih ran.

## Filozofska in ideološka prepričanja
Filozofija, ki jo je razodel v knjigi Človek, neznano bitje (fr. L'Homme, cet inconnu, ang. Man, The Unknown, tiskana leta 1935), je rahlo nasilne narave. Bistvena je bila slika sveta, v kateri bi se človeštvo izboljšalo tako, da bi mu vladala intelektualna elita in da bi uvedli režim prisilne evgenike. Zahodnjaških predstav o demokraciji ni cenil.
Med drugim je zapisal tudi:
/.../Dresiranje nepomembnih kriminalcev z bičem ali z bolj znanstvenim postopkom, kjer bi sledilo kratko bivanje v bolnišnici, bi zadostovalo za zagotovitev reda. Tisti, ki so morili, oropali, ko so bili oboroženi z avtomatično pištolo ali mitraljezom, ugrabili otroke, odvzeli prihranke revnim in zavedli javnost v pomembnih stvareh, bi morali biti humano in ekonomično odstranjeni v majhnih evtanazijskih institucijah, ki bi bile opremljene z ustreznimi plini. Podobno bi morali to prednostno aplicirati na blaznih ljudeh, ki so zagrešili kriminalna dejanja./.../
Leta 1939 se je tik pred izbruhom druge svetovne vojne vrnil v rodno Francijo, kjer ga je francoska vlada zaposlila na področju javnega zdravstva. Po porazu Francije leta 1940 je simpatiziral s fašistično politično organizacijo Popularna partija Francije (fr. Parti Populaire Français, PPF) in Petainovo vlado v Vichyju.
Po osvoboditvi Francije so ga razrešili vseh dolžnosti, niso pa mu sodili zaradi kolaboracionizma. Sicer pa je nekaj mesecev kasneje umrl naravne smrti.